# 筒井大志
筒井大志（1982年10月8日—），日本漫畫家，出身自千葉縣。2008年從《月刊Comic BLADE》開始漫畫家職業生涯。曾在2014年至2016年期間於少年Jump+連載古味直志原作的《偽戀》外傳《魔法甜點師小咲！》。其後在《週刊少年Jump》由2017年10號起開始連載戀愛喜劇漫畫《我們真的學不來！》，並獲改編為電視動畫；漫畫於2021年3、4合併號正式結束連載。
筒井曾於2018年8月到臺灣漫畫博覽會舉辦簽名會。這是他首次出國，他的責任編輯齊藤優亦有陪同出席簽名會。
2020年8月23日，筒井在其YouTube頻道上傳首條影片，開始經營YouTube頻道。

## 作品列表

### 連載作品
- 航海士大冒險（エスプリト，《月刊Comic BLADE》2008年11月號－2011年4月號，全8卷）
- 異常殲滅（日语：フカシギフィリア）（《月刊Comic BLADE》2011年7月號－2012年10月號，全3卷）
- STEINS;GATE 命運石之門 比翼戀理之SWEET♥HONEY（原作：5pb.×Nitro+，《月刊Comic BLADE》2011年10月號－2012年3月號）
  - （原作：5pb.×Nitro+，《月刊Comic BLADE》2012年6月號－12月號）
  - （原作：5pb.×Nitro+，《月刊Comic BLADE》2013年1月號－6月號）
- IDOROLL（《Grand Jump PREMIUM（日语：グランドジャンプPREMIUM）》第1系列，2014年5月號－2014年11月號）
- （原作：田中羅密歐，《月刊Comic電擊大王》2014年8月號－2016年5月號）
- 魔法甜點師小咲!!（マジカルパティシエ小咲ちゃん!!，原作：古味直志，《少年Jump+》2014年12月1日 - 2016年9月22日，全4卷）
- 我們真的學不來！（ぼくたちは勉強ができない，《週刊少年Jump》2017年10號－2021年3・4合併號，全21卷）
- シド・クラフトの最終推理，《週刊少年Jump》2024年51號－）

### 短篇作品
- （《Grand Jump》2013年2月号）
- （《Grand Jump PREMIUM》2013年8月号）
- （原作：田中羅密歐、《月刊Comic電撃大王》2013年11月号）
- （《good!Afternoon》39号）
- （《Jump改》2014年1月号 - 2月号）
- （《月刊Comic Alive》2014年4月号）
- （《Jump GIGA》2016年vol.4）
- （《Jump GIGA》2021 AUTUMN）

### 其他
- 命運石之門 負荷領域的既視感 應援畫集 插圖
- 偽戀 第8話 片尾插圖
- 我內心的糟糕念頭 第6卷特裝版小冊子（2022年1月） 插圖[2]

## 相關人物

### 助手
- 猿乃樹[3]

## 外部連結
- 個人部落（日語）
- 筒井大志的X（前Twitter）（日語）
- YouTube上的筒井大志頻道（日語）